# 泰国义德善堂
泰国义德善堂，简称“义德堂”，是一家泰国华人慈善宗教团体（善堂）。

## 概要
义德善堂是一家拥有救援队的志愿团体。其致力于遗体安葬、伤员运送、交通事故受害者运送及救灾等活动。也拥有自己的救护车等救援设备。曼谷的华南蓬寺有无名死者的公共墓地，由当地活动募集的资金运营。全国各地也有多所分部。总部位于北榄府挽披县。

## 历史
1970年6月22日由Somkiat Somsakulrungruang （สมเกียรติ สมสกุลรุ่งเรือง）创立。Somkiat在二战曼谷空袭期间有搬运伤员以及遗体收回的经验，此后在空堤县贫民窟为穷人提供廉价棺材的行动中产生了创立善堂的想法。Somkiat自1987年3月20日起担任义德善堂的会长。